# 上乗せ条例
上乗せ条例（うわのせじょうれい）とは、国の法令に定められた基準に上乗せされて制定される条例、あるいは都道府県条例の基準に上乗せして制定される市区町村条例のことである。上乗せ規制ともいう。
正式な条例名ではなく、俗語の一種である。
一般的には法律は議会（日本では国会）が定め、超えない範囲で内閣が政令（施行令）を定め、超えない範囲で省庁が省令（施行規則）を定め、超えない範囲で地方公共団体（地方自治体）が条例を定めている。これ以外に、省庁から自治体に「通知」という形で附則が通達される場合がある。施行令以下で基準を設ける場合、もとの法律を上回らない原則があり、法改正に比して改正の頻度や数も多いが公表機会が少なく認知度が低い現状がある。
地方公共団体の条例でも国の法令の範囲内で制定することが原則であるが、環境関連（水質汚濁防止法など）では地域によって差があることから、地域にあわせて国の法令を上回る基準を設けることができるとされている。1969年に制定された東京都公害防止条例が始まりである。
一方でパチンコ店の出店規制では、都道府県条例の規制を上回る規制を市区町村条例で行うことについて、その有効性を巡り全国各地でトラブルとなっている例もある（詳しくはパチンコ店等規制条例を参照）。